# الحاج موسى (بني لنت الفوقية)
الحاج موسى هو دُوَّار يقع بجماعة بني لنت، إقليم تازة، جهة فاس مكناس في المملكة المغربية. ينتمي الدوّار لمشيخة بني لنت الفوقية التي تضم 28 دوار. يقدر عدد سكانه بـ 48 نسمة حسب الإحصاء الرسمي للسكان والسكنى لسنة 2004.

## روابط خارجية
- البوابة الوطنية للجماعات الترابية
- المندوبية السامية للتخطيط